# Stadler Intercity-Züge der nächsten Generation
Die Intercity-Züge der nächsten Generation, wie sie vom Hersteller Stadler Rail bezeichnet werden, sind geplante Dieseltriebzüge für die Saudi Arabia Railways.

## Geschichte
Im Februar 2024 wurde für insgesamt rund 600 Millionen Schweizer Franken die Lieferung von zehn Triebzügen und als Option zehn weiteren Triebzügen sowie deren Wartung und Ersatzteillieferungen an Saudi Arabia Railways vereinbart. Stadler fertigt die Fahrzeuge in der Schweiz.
Stadler terminierte die Auslieferung auf 2028 bis 2029/2030. Der saudische Verkehrsminister Saleh bin Nasser Al-Jasser kündigte an, mit den Fahrzeugen als Reaktion auf die steigende Nachfrage die Fahrgastkapazitäten zwischen Dammam und Riad zu verdoppeln und direkte Expressverbindungen zwischen den beiden Städten anzubieten.

## Beschreibung
Die etwa 175 Meter langen Züge bestehen aus zwei Triebköpfen mit insgesamt zwei unabhängigen dieselelektrischen Antriebsaggregaten, die den europäischen Abgasemissionsnormen der Stufe V entsprechen, sowie fünf Mittelwagen mit Platz für rund 320 Fahrgäste. Die Züge müssen die extremen Klima- und Umgebungsbedingungen in Saudi-Arabien aushalten. Stadler gab die Leistung mit 6000 kW an.
Die 2024 präsentierte Formgebung der Triebköpfe ist vom Stadler SMILE abgeleitet. Die Höchstgeschwindigkeit könnte analog zu den von CAF produzierten Wendezügen der SAR 200 km/h betragen.